# Eugenio Corecco

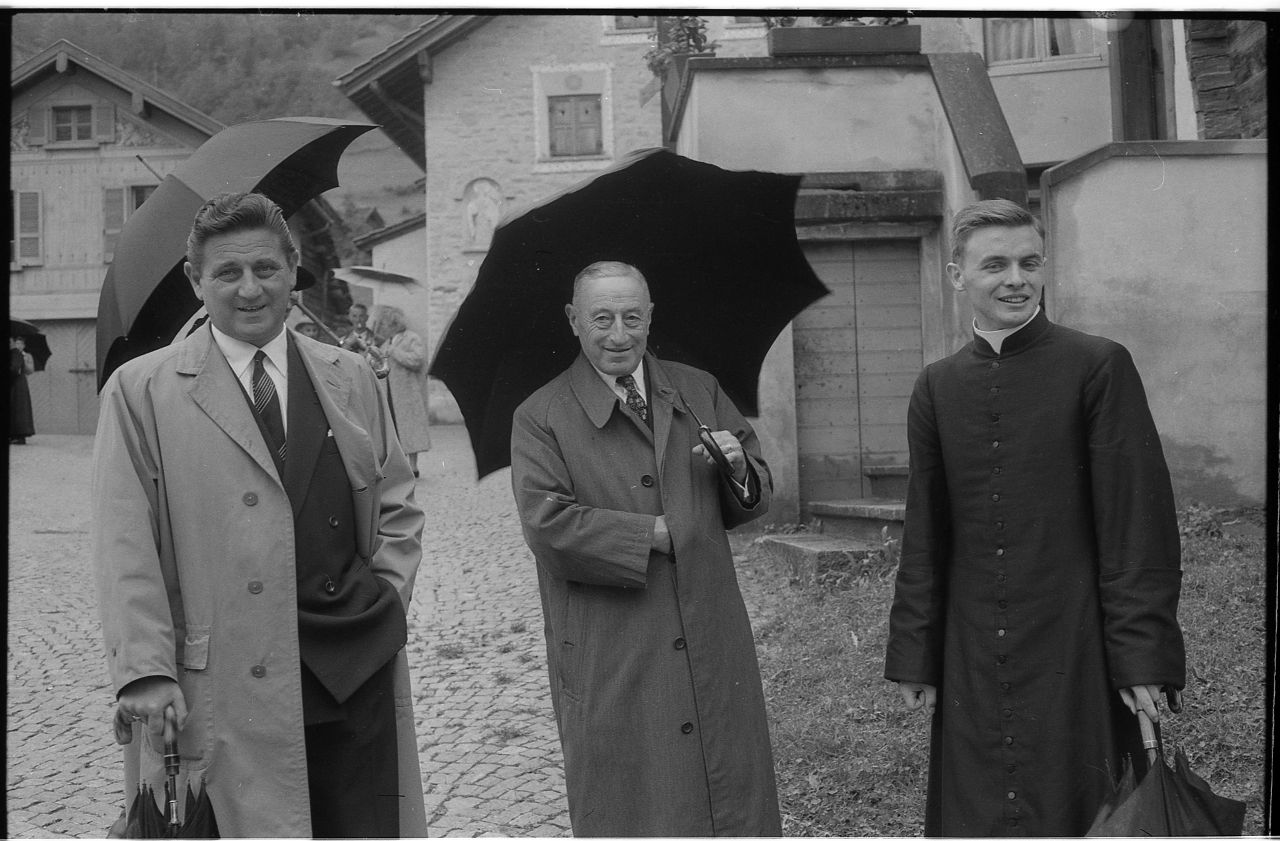
Alberto Stefani (links) und Mons. Eugenio Corecco

Eugenio Corecco (* 3. Oktober 1931 in Airolo; † 1. März 1995 in Lugano) war ein Schweizer römisch-katholischer Geistlicher, Theologe, Kirchenrechtler und Bischof von Lugano.

## Leben
Am 2. Oktober 1955 empfing er in Bodio die Priesterweihe. Er studierte an der Päpstlichen Universität Gregoriana in Rom, in München, wo er 1962 zum Doktor in Kanonischem Recht promoviert wurde, und in Freiburg im Üechtland. 1969 wurde er in Freiburg Professor für Kanonisches Recht. Er war Dekan der theologischen Fakultät. Am 5. Juni 1986 wurde er vom Papst zum Bischof von Lugano ernannt und am 29. Juni 1986 spendete ihm der Bischof von Sitten Henri Schwery die Bischofsweihe; Mitkonsekratoren waren Ernesto Togni, emeritierter Bischof von Lugano und Pierre Mamie, Bischof von Lausanne, Genf und Freiburg.
Am 27. April 1992 gründete er das Istituto Accademico di Teologia von Lugano, das am 20. November 1993 vom Heiligen Stuhl zur Theologischen Fakultät erhoben wurde.
Er starb nach langer Krankheit im bischöflichen Palast und wurde in der Krypta der Basilika Sacro Cuore in Lugano Molino Nuovo beigesetzt.

## Schriften (Auswahl)
- Les droits fondamentaux du chrétien dans l’Eglise et dans la société: actes du IVe Congrès international de droit canonique, Fribourg (Suisse) 6-11.X.1980.
- Ordinatio fidei: Schriften zum kanonischen Recht, 1994.
- Théologie et droit canon: écrits pour une nouvelle théorie générale du droit canon 1990.
- Das neue Kirchenrecht seine Einführung in der Schweiz; Vorträge an einer Tagung an der Universität Fribourg 1984.
- Theologie des Kirchenrechts: Methodologische Ansätze 1980.
- Ius et communio: scritti di diritto canonico 1997/1999.
- La formazione della Chiesa cattolica negli Stati Uniti d’America attraverso l’attività sinodale. Con particolare riguardo al problema dell’amministrazione dei beni ecclesiastici 1970.